# حمض الإيكوسابنتاينويك
حمض الإيكوسابنتاينويك (بالإنجليزية: Eicosapentaenoic acid)‏ هو حمض دهني غير مشبع له الصيغة الكيميائية C20H30O2، مع وجود خمس روابط مضاعفة، تكون إحداها على الكربون رقم 3 من الطرف الميثيلي للسلسلة، ولذلك فهو من أحماض أوميغا 3.

## الوفرة الطبيعية

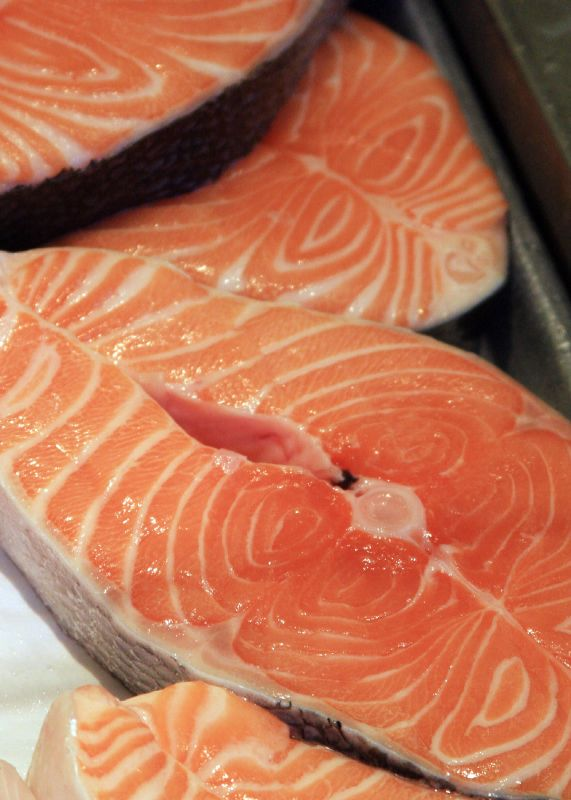
يحتوي لحم سمك السلمون. على نسب مرتفعة من حمض الإيكوسابنتاينويك

يوجد حمض الإيكوسابنتاينويك طبيعياً في لحم وزيت عدد من أنواع الأسماك، مثل القد والرنكة والإسقمري والسلمون.

## الخواص
يوجد حمض الإيكوسابنتاينويك في الشروط القياسية على شكل سائل زيتي عديم اللون، قابل للامتزاج مع الميثانول. يتألف جزيء هذا الحمض من 20 ذرة كربون، ويحوي على 5 روابط مزدوجة من النمط المقرون (cis).

## الأهمية الحيوية
يعد حمض الإيكوسابنتاينويك أحد مكونات زيت السمك، الذي يستخدم من ضمن المكملات الغذائية. ويعد مع باقي أحماض أوميغا 3 من المواد التي تعد ذات أهمية حيوية للجسم.
على الرغم من ذلك، فقد أبدت بعض الدراسات عدم وجود أدلة كافية تدعم الادعاءات التي تشير أن حمض الإيكوسابنتاينويك يمنع وقوع النوبات والسكتات القلبية.